# موزه ملی کراکف
موزه ملی کراکف (لهستانی: Muzeum Narodowe w Krakowie) یا به اختصار MNK، شعبهٔ اصلی موزه ملی لهستان است که در کراکف واقع شده‌است. این موزه حدود ۷۸۰۰۰۰ اثر هنری را از آثار باستانی کلاسیک تا هنر مدرن، با تأکید بر نقاشی لهستانی، در خود جای داده‌است.

## نگارخانه

بانویی با قاقم رنگ روغن روی چوب گردو - حوالی ۱۴۸۹ م. اثر لئوناردو دا وینچی
خودنگاره با پیش بند و قلمو ۱۸۸۷ م. اثر آنا بیلینسکا بوهدانویچ
گردونه چهار اسبه و دُرشکه‌چی ۱۸۸۱ م. اثر جوزف چلمونسکی
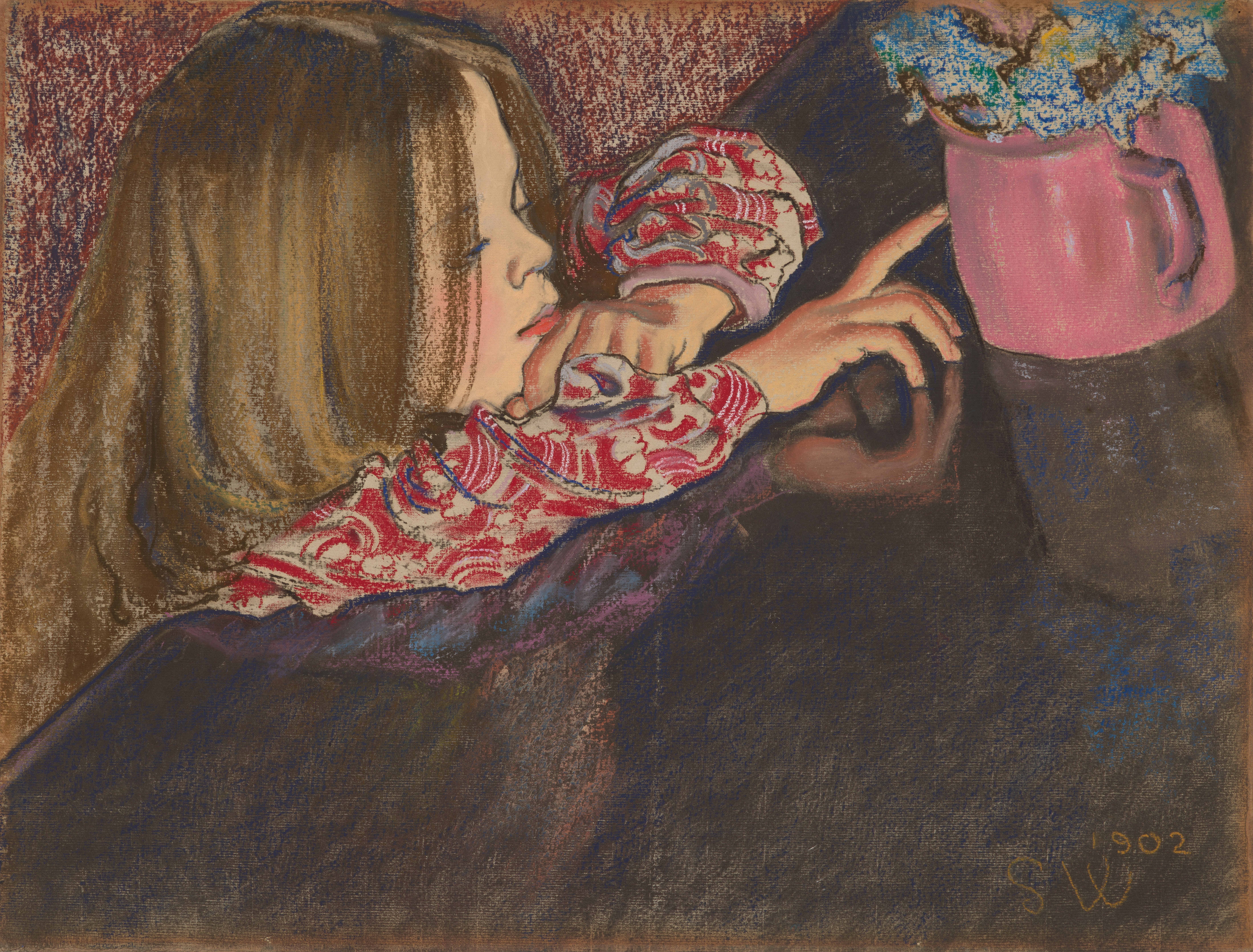
هلن کوچک و گلدان ۱۹۰۲ م. اثر استانیسواف ویسپیانسکی
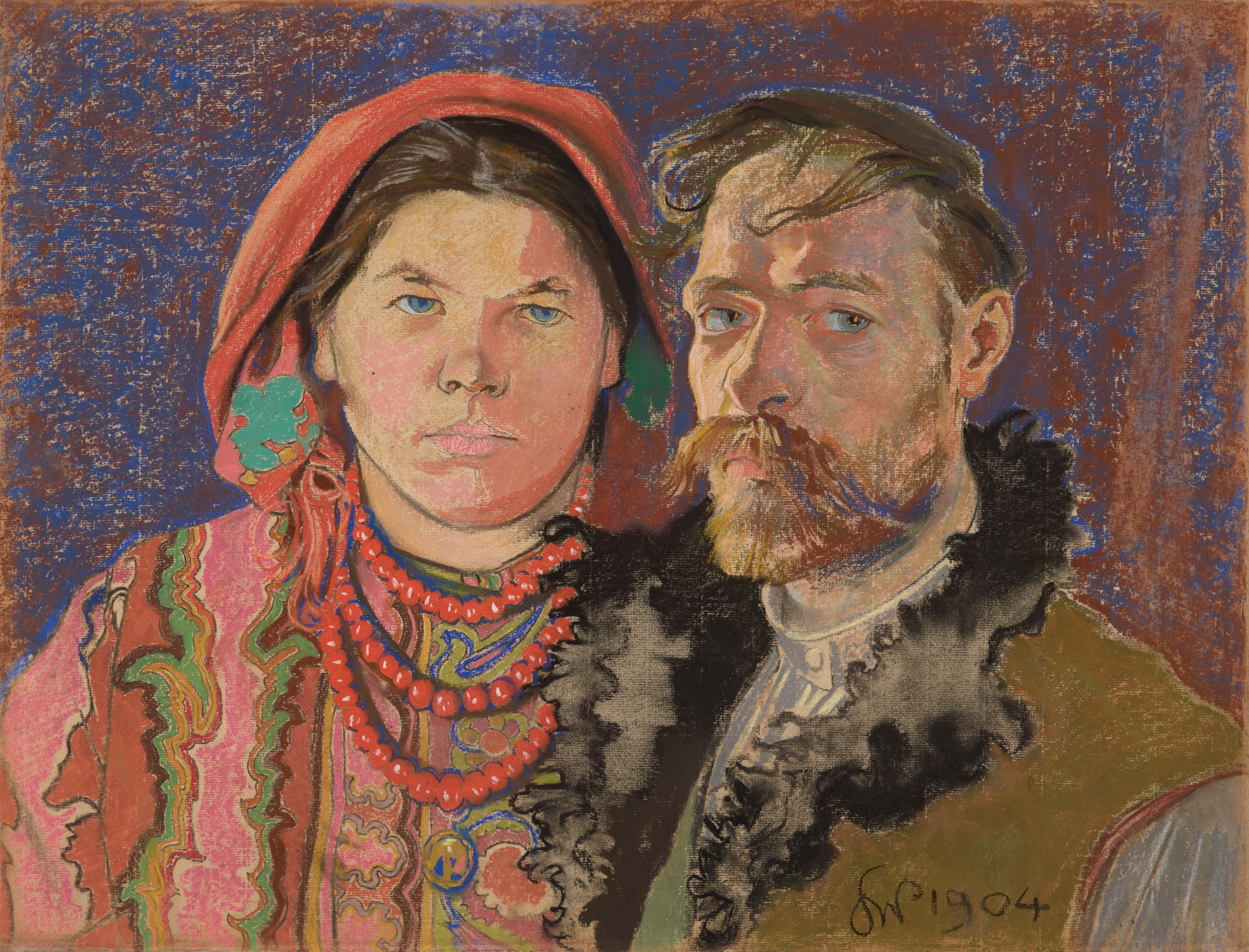
خودنگاره‌ای از نقاش و همسرش ۱۹۰۴ م. اثر استانیسواف ویسپیانسکی
مادری
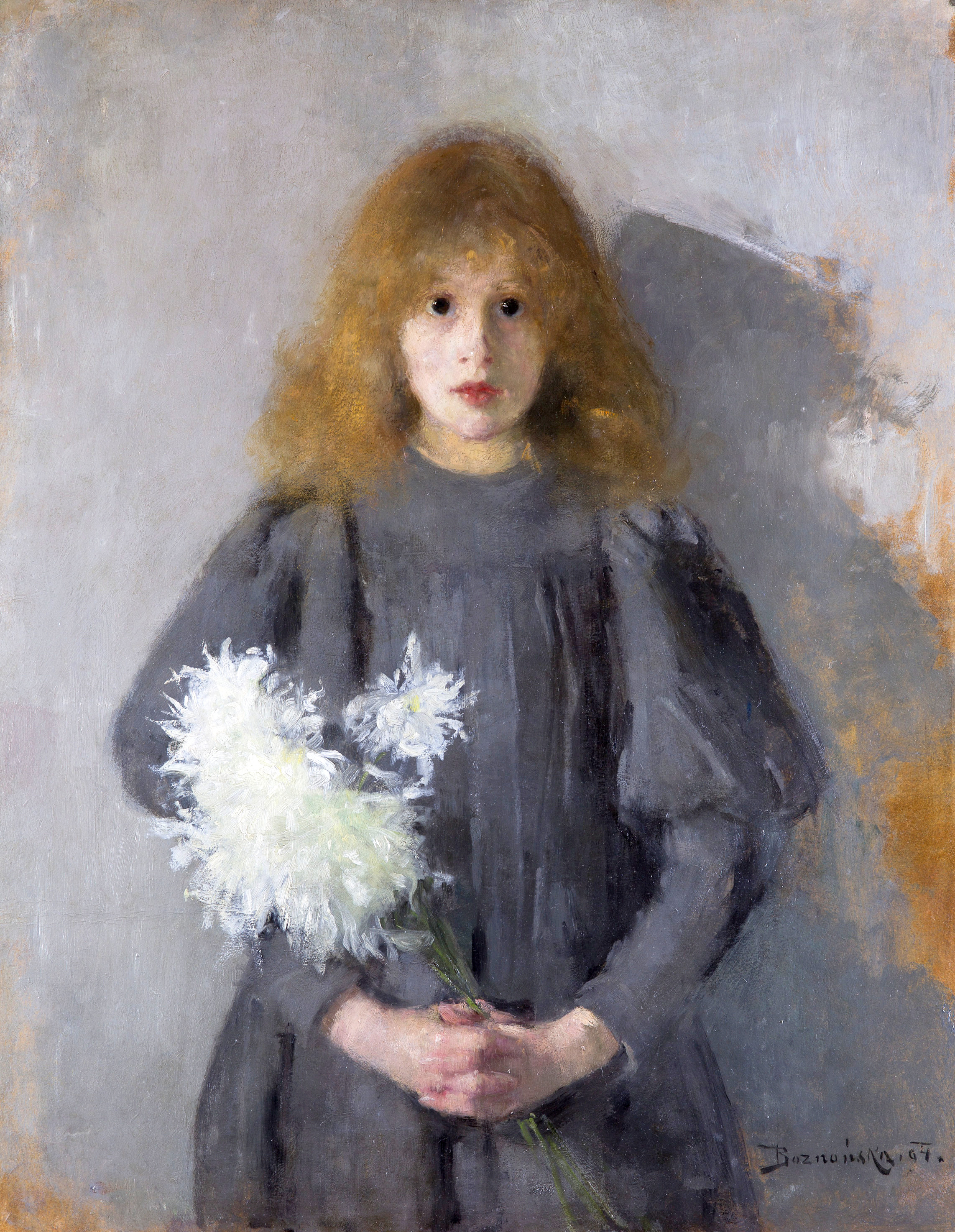
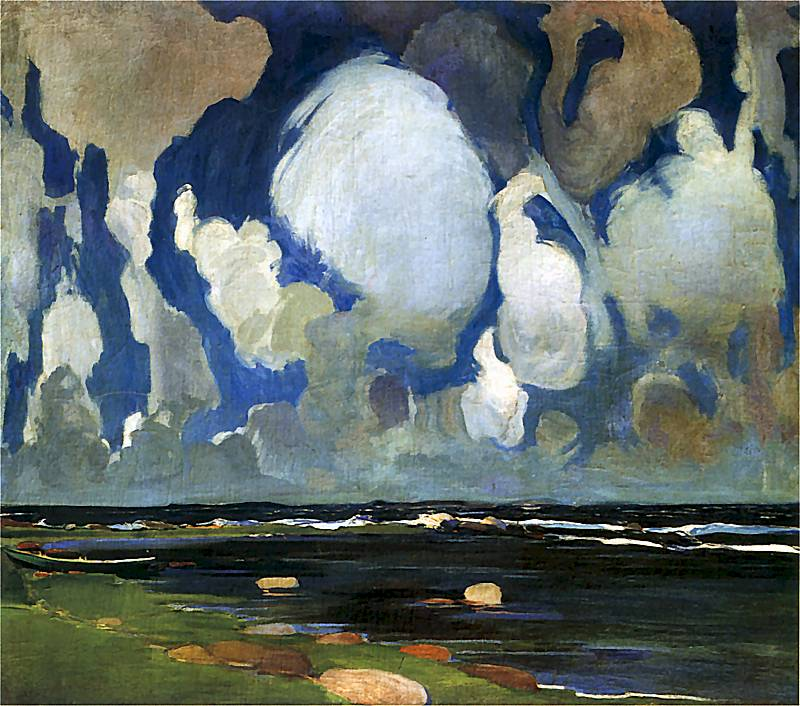
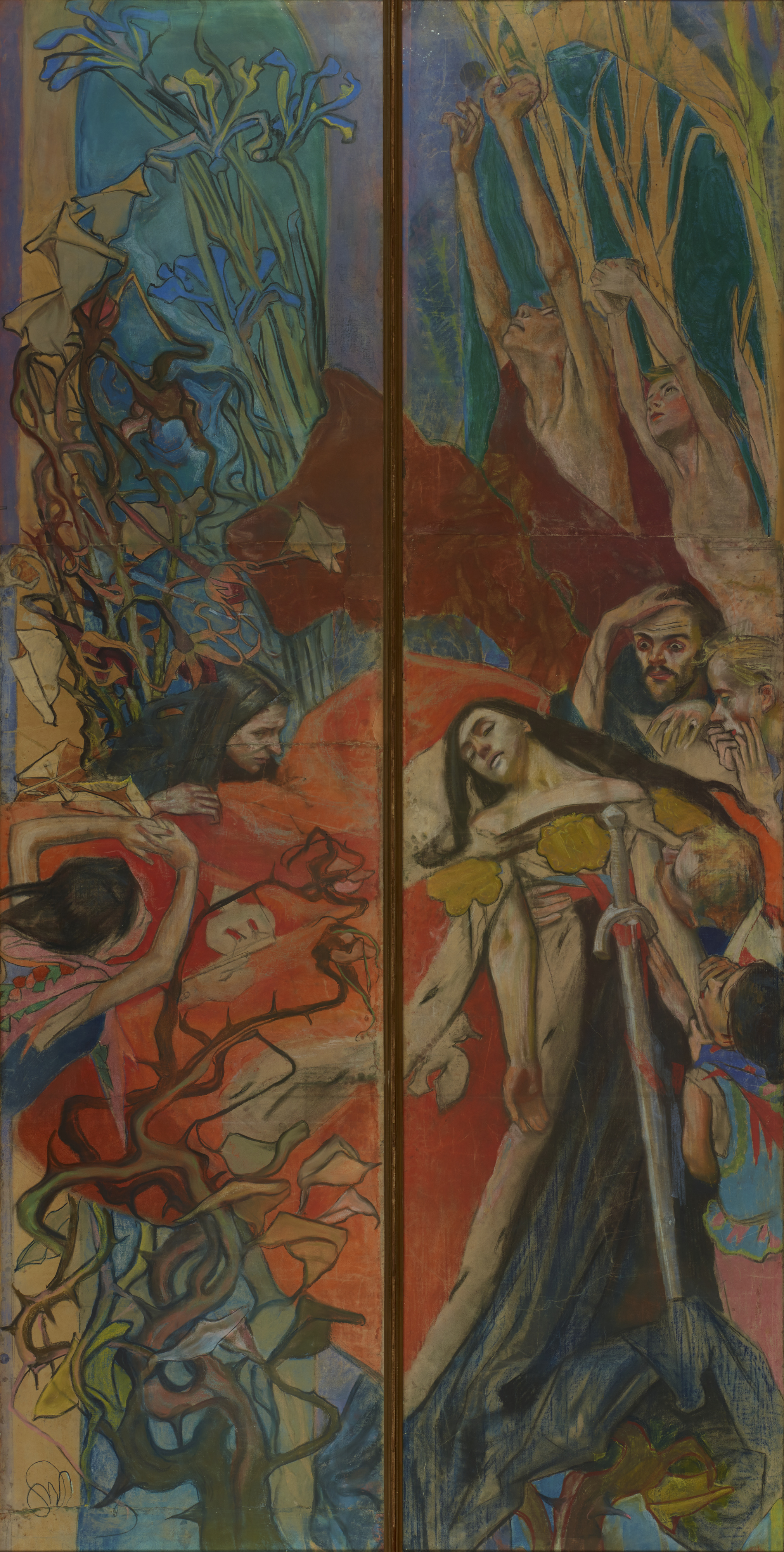
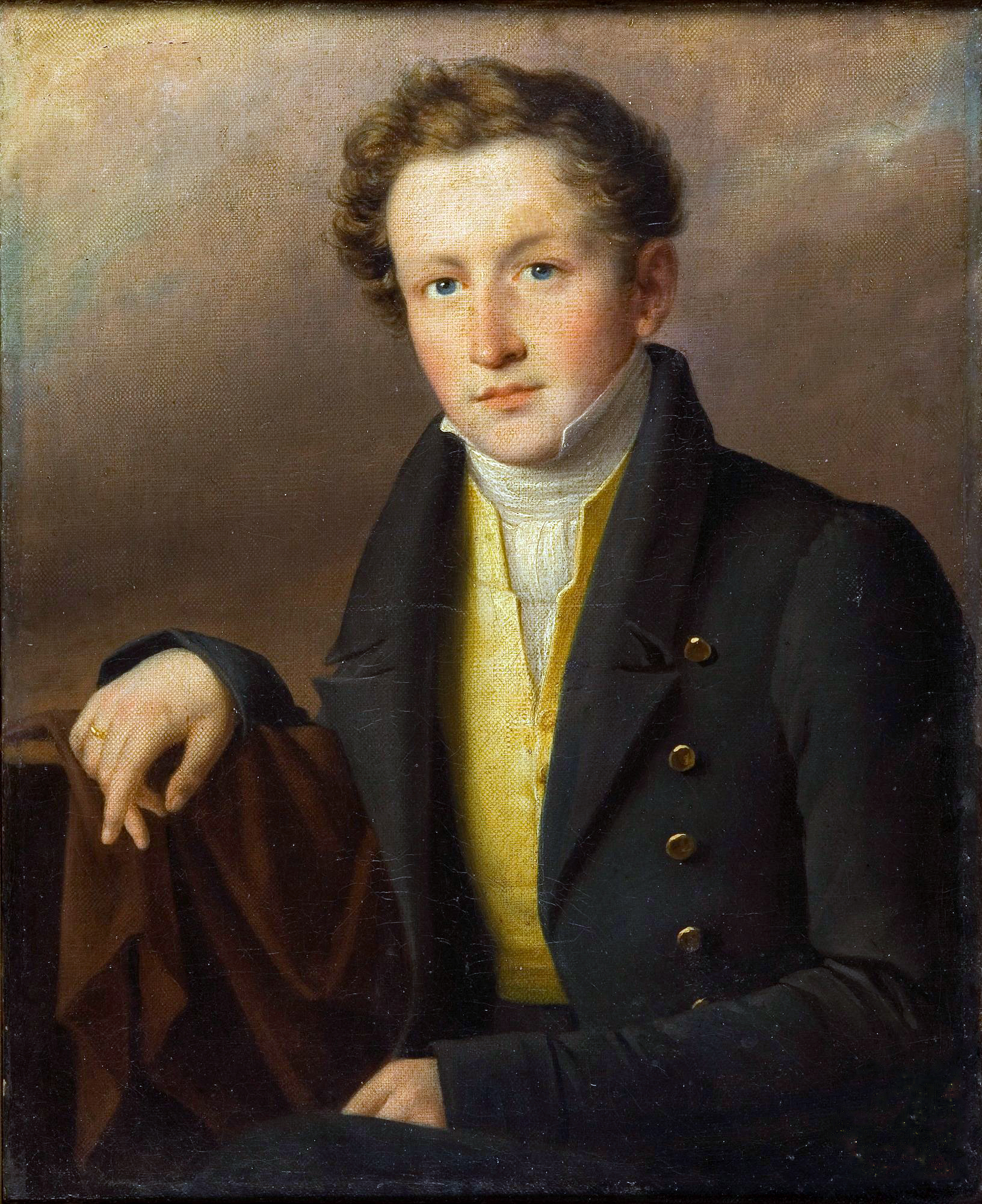
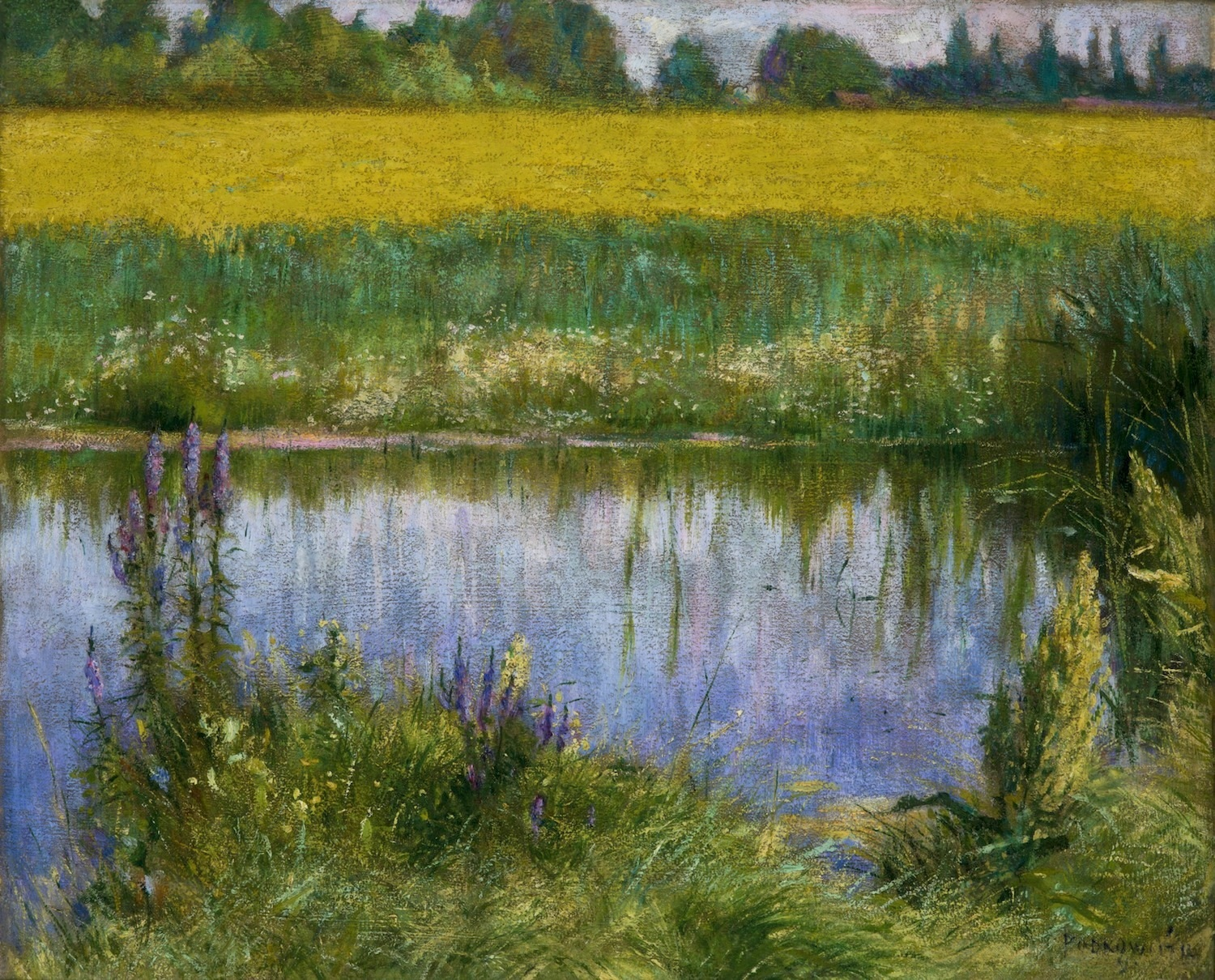
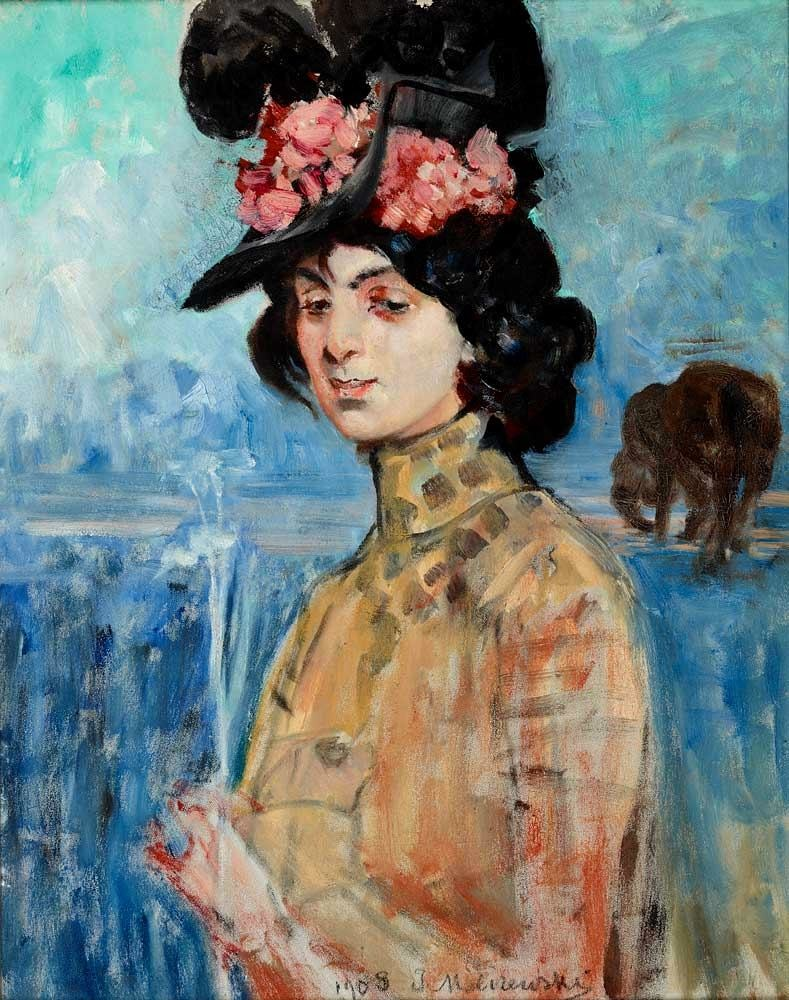
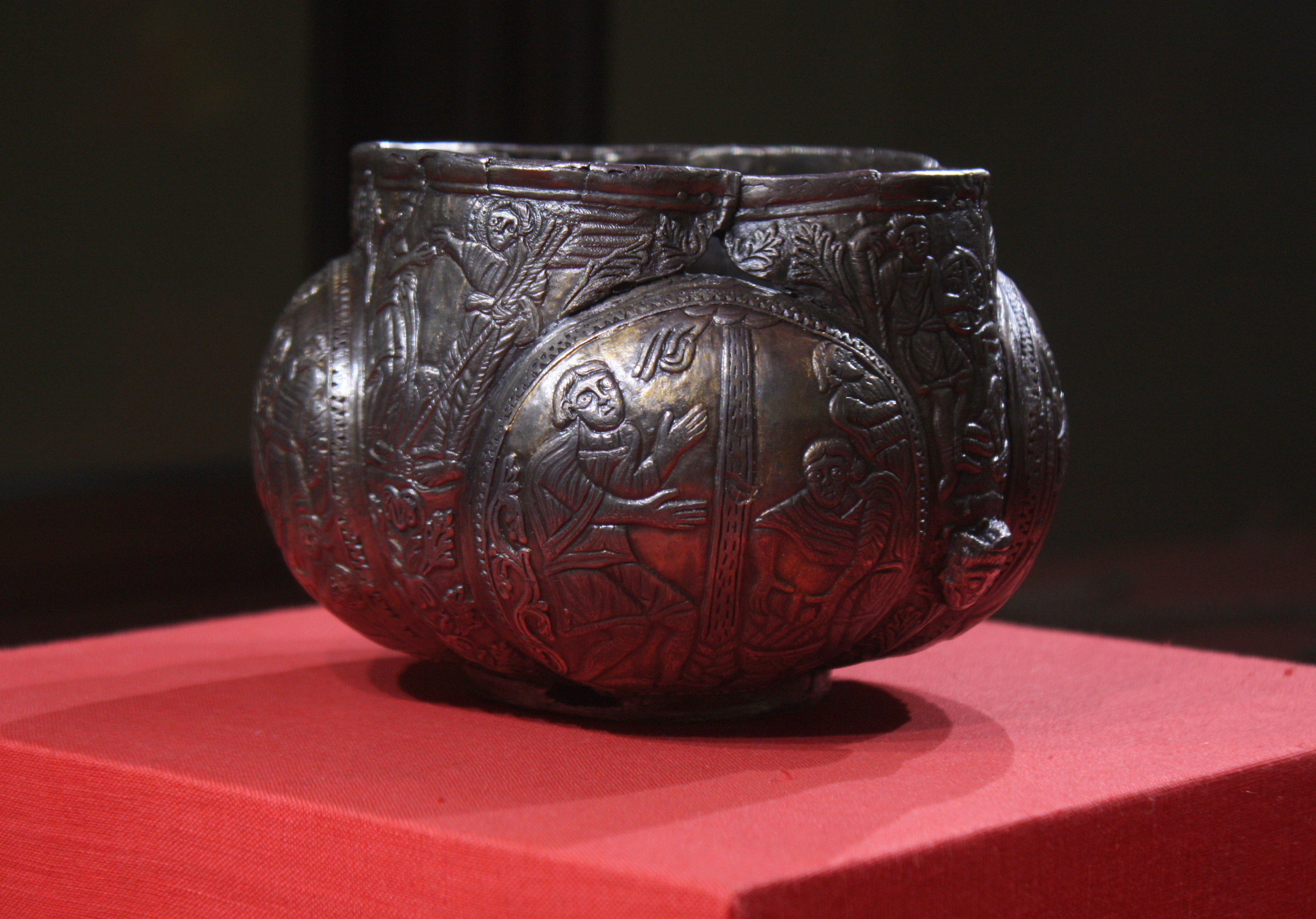
۱۹۰۵ م.
اثر استانیسواف ویسپیانسکی